# 일본의 시대극
일본의 시대극(일본어: 時代劇 じだいげき[*])은 일본의 연극이나 영화, 드라마 등에서 현대극과 반대되는 장르로 주로 메이지 유신 이전 시대의 일본을 무대로 한 작품의 총칭이다. 시대극이라는 장르는 주로 헤이안 시대부터 메이지 유신까지를 다룬 작품이 시대극이라고 부른다. 하지만, 나라 시대 이전의 고대 시대도 포함된다는 해석도 당연히 존재한다.